# 苏油口河
苏油口河，也作酥油口河，位于中华人民共和国甘肃省西部河西走廊地区的一条河流，为山丹河（大马营河）左岸支流。发源于肃南裕固族自治县马蹄藏族乡西南祁连山雪大板（坂），蜿蜒向东北流，于民乐县南古镇高郝村西南的龙王庙出山口，之后作为民乐县与张掖市甘州区之间的界河向东北流入石岗墩滩，平、枯水期在甘州区安阳乡苗家堡村以北即渗入河滩，仅洪水期有部分洪水流入山丹河。出山口以上河长33千米，流域面积147平方千米，年均径流量0.108亿立方米。